# Alejandro Valdés Tobier
Alejandro Enrique Valdés Tobier (18 de noviembre de 1988(La Habana,Cuba), es un luchador cubano de lucha libre. Tres veces compitió en los Campeonatos Mundiales consiguiendo un séptimo puesto en 2010 y 2011. Logró la medalla de plata en los Juegos Centroamericanos y del Caribe de 2014. Ganó cinco medallas en Campeonatos Panamericanos, de oro en 2010, 2013 y 2014. Dos veces representó a su país en la Copa del Mundo, en 2011 clasificándose en la tercera posición.